# Nederlandse samenstelling
Een Nederlandse samenstelling is een Nederlands woord dat bestaat uit twee of meer vrije morfemen ofwel leden die elk afzonderlijk ook als opzichzelfstaand woord kunnen voorkomen.

## Morfologie

### Linkerdeel en rechterdeel

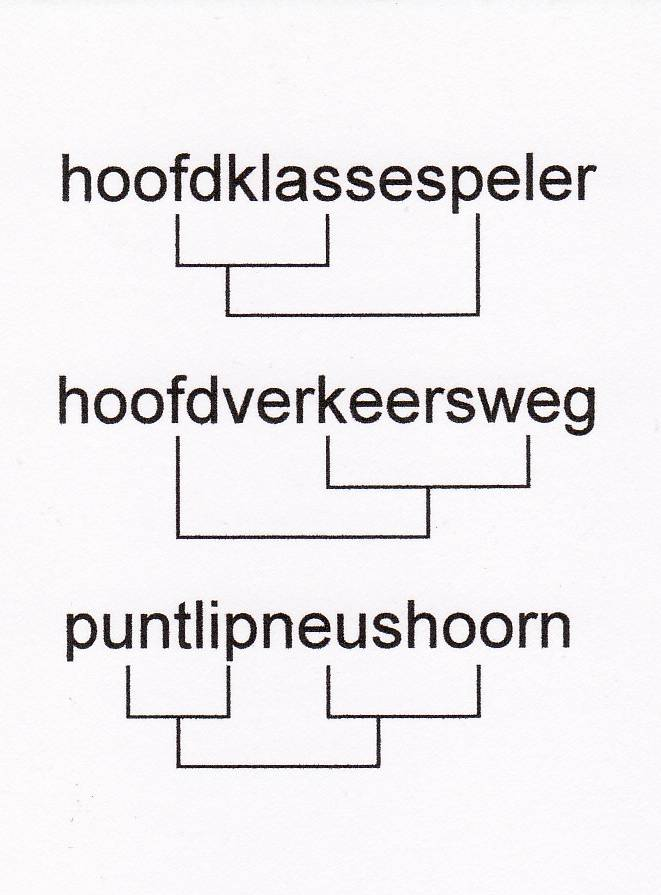
Verschillende structuren van een samenstelling

De delen van een Nederlandse samenstelling kunnen twee zelfstandige naamwoorden zijn:
- gijzelingsdrama
- periodeoverzicht
- militaryruiter.

In deze samenstellingen wordt het eerste lid wel het "linkerdeel" genoemd, het tweede heet het "rechterdeel".
Een samenstelling kan uit meer dan twee delen bestaan:
- hoofdklassespeler heeft drie leden, waarbij de eerste twee het linkerdeel vormen, terwijl het derde lid het rechterdeel is
- hoofdverkeersweg heeft eveneens drie leden, maar nu is het eerste lid het linkerdeel, de laatste twee vormen het rechterdeel
- puntlipneushoorn, vier leden, waarbij de eerste twee delen het linkerdeel, de laatste twee het rechterdeel vormen (beide delen zijn zelf weer in een linker- en een rechterdeel te analyseren).

### Woordsoorten
Zowel het linker- als het rechterdeel van een samenstelling kan echter tot een andere woordsoort behoren, en dus geen zelfstandig naamwoord zijn. Bijvoeglijk naamwoord, bijwoord, voorzetsel en voorzetselbijwoord, en werkwoord bijvoorbeeld kunnen alle optreden als linkerdeel (L), maar ook als rechterdeel (R):
|                         | R zelfst. naamw.         | R bijvoeglijk naamwoord     | R bijwoord | R voorzetsel(bijwoord) | R werkwoord               |
| L zelfstandig naamwoord | puntkomma waterkraan     | hemelsblauw kogelrond       |            | bergop                 | aderlaten vendelzwaaien   |
| L bijvoeglijk naamwoord | zachtboard witgoed       | zachtgroen witheet          | volgaarne  | hooguit kortaf         | rechttrekken grootbrengen |
| L bijwoord              | niet-roker Nergenshuizen | alomtegenwoordig welgevormd | veeleer    | erin                   | niet-roken                |
| L voorzetsel(bijwoord)  | opmaat inkeer            | uithuizig buitenechtelijk   |            | vanaf, bovenop         | doorlopen inmaken         |
| L werkwoord(stam)       | drinkebroer slijpmachine | loeihard dweepziek          | deugniet   | flapuit                | hossebossen (uit hotsen-) |

Dit schema maakt geen aanspraak op volledigheid; zo valt te denken aan ik-tijdperk of zelfzucht, beide samengesteld met een voornaamwoord, of aan het tussenwerpsel in boegeroep. Er bestaan bovendien complexere gevallen: nieuwerijden-cd-rom bijvoorbeeld heeft een werkwoord als gedeelte van het linkerdeel.

### Afgeleide samenstellingen
Niet iedere samenstelling is te herleiden tot twee (of meer) opzichzelfstaande hoofdwoorden. Wanneer een van de delen geen zelfstandig woord is maar een suffix, spreken we meestal niet van een samenstelling maar van een afleiding. Een afleiding is gevormd op basis van een hoofdwoord dat de primaire betekenis vertegenwoordigt: huisje is een afleiding van huis. Anders is dit bij uithuizig: door het achtervoegsel -ig is dit een afleiding, maar een hoofdwoord uithuis bestaat niet. Uithuizig is tevens een samenstelling: van uit en het (echter nietbestaande) huizig. Andere voorbeelden zijn veelvormig, veeljarig. Er liggen wel hoofdwoorden aan ten grondslag (uit + huis, veel + vorm, veel + jaar), maar die grondwoorden produceren alleen dan een samenstelling, als er een achtervoegsel wordt toegevoegd, zodat er een afleiding ontstaat.

## Betekenisrelatie

### Precisering
Het linkerdeel van de samenstelling is doorgaans een nadere precisering van het rechterdeel. Terwijl drama in de hier gebruikte betekenis kan verwijzen naar ieder soort tragedie, wordt in de samenstelling gijzelingsdrama nader toegelicht dat het nu een heel specifiek sóórt drama betreft, en wel een dat is veroorzaakt door een gijzeling (het interfix -s geeft een soort bezitsrelatie weer: "het drama van de gijzeling"). Evenzo is een periodeoverzicht een bepaald soort overzicht, en een militaryruiter niet zomaar een ruiter: hij specialiseert zich in een bepaalde tak van het paardrijden. De verhouding tussen het eerste en het tweede deel is geen vaste regel. In de samenstellingen atoombom, rookbom en tijdbom is de relatie tussen het eerste en het tweede deel telkens anders. In atoombom beschrijft het eerste deel de werking van de bom, in rookbom het effect, en in tijdbom geeft het eerste deel aan dat de bom geprogrammeerd is om op een specifiek tijdstip te ontploffen.
Bij samenstellingen met meerdere componenten kunnen de relaties variëren. In langeafstandsloper zijn de preciseringen naar rechts gericht: lange zegt iets over afstand, langeafstand[s] samen preciseert loper.
Iets ingewikkelder is het bij nieuwerijden-cd-rom. Het hoofdlid is hier cd, en dat begrip wordt ter linkerzijde nader bepaald door nieuwe en rijden (waarbij nieuwe weer iets zegt over rijden). Ook ter rechterzijde van cd vinden we nog een bepaling, rom, die opnieuw cd nader preciseert: "Dát soort cd is het!"

### Betekenisverandering: ondoorzichtige samenstellingen
Sommige samenstellingen leiden echter tot betekenisverandering van het rechterdeel; de verschillende delen van de samenstelling betekenen dan samen soms iets heel anders dan afzonderlijk, zodat de samenstelling als geheel ondoorzichtig is geworden. Zo is een walvis helemaal geen vis maar een zoogdier, zijn korstmossen geen mossen, en is een aardappel geen appel maar een knol. Vanuit de waarneembare werkelijkheid redenerend, kan men in deze gevallen aannemen dat de naamgeving een vergissing was: wellicht werd aanvankelijk gedacht dat het wél om een soort vis, mos of appel ging. Taalkundig is zo'n naamgeving daarmee echter géén vergissing: er is wel degelijk een overeenkomst uitgedrukt, en de naam geeft wel degelijk de opvattingen weer van de aanvankelijke gebruikers van het woord.
Andere samenstellingen weerspiegelen eveneens een overeenkomst, zonder dat er van een misvatting sprake is geweest; eerder ging het om een vergelijking (dit kan ook voor een of meer van de bovengenoemde gevallen zo zijn geweest). Niemand beschouwt een blauwkous als een soort kous, een blauwhelm als een soort helm of een roodborstje als een bepaalde borst; de samenstellingen vertonen hier metonymie. Bij vleesboom is evenzeer duidelijk dat het niet om een boom gaat; hooguit wordt er gedacht aan de groeiwijze of de vorm van een boom, en deze samenstelling is metaforisch.

### Werkwoordsstam
Een andere betekenisstructuur hebben vele samenstellingen waarvan het linkerdeel een werkwoordsstam is, en het rechterdeel fungeert als onderwerp, voorwerp of bepaling bij dat werkwoord: een brekebeen breekt zijn benen (lijdend voorwerp), of neigt daartoe; een draagmoeder is een moeder (onderwerp) die draagt. De relatie tussen de delen van schreeuwlelijk is minder duidelijk: de connotatie is in ieder geval negatief, maar wordt hier iemand bedoeld die op een lelijke manier (bijwoordelijke bepaling) schreeuwt, of is de persoon zelf lelijk doordát hij schreeuwt?

## Samenstelling en woordgroep
Een samenstelling is geen woordgroep, maar één woord. Dit dient in de spelling tot uitdrukking te komen (zie hieronder), mede omdat anders begripsverwarring kan ontstaan.
- Een zwartboek is een bundeling van, vaak belastende, documentatie. Het is een samenstelling, dus één woord, dat aaneengeschreven wordt.
- Een zwart boek is een boek waarvan de kaft of de omslag zwart is. Dit is een woordgroep, en zwart wordt losgeschreven van boek.

Er zijn een aantal tests om het lastige verschil tussen samenstelling en woordgroep aan het licht te brengen. Zo heeft een samenstelling meestal slechts één hoofdklemtoon, en gedraagt zij zich syntactisch als één onscheidbaar woord, met maar één buigingsuitgang. In schema:
|                 | samenstelling een zwartboek                                                       | woordgroep een zwart boek                                                      |
| klemtoon        | klemtoon in samenstelling valt op één lettergreep, vaak de eerste: een ˈzwartboek | klemtoon in woordgroep valt op meerdere delen van de groep: een ˈzwart ˈboek   |
| scheidbaarheid  | samenstelling gedraagt zich als één onscheidbaar woord: het lijvige zwartboek     | woordgroep is scheidbaar: het zwarte, lijvige boek                             |
| buigingsuitgang | samenstelling krijgt slechts één buigingsuitgang: de zwartboeken zijn verspreid   | woordgroep kan meer buigingsuitgangen krijgen: de zwarte boeken zijn verspreid |

Waar hierboven van "klemtoon" sprake is, wordt overigens steeds het primaire accent bedoeld. Langere woorden, en ook samenstellingen, kunnen daarnaast nog ten minste één secundair accent hebben, een zwakkere nevenklemtoon:
- ˌoverˈwinteˌraar (geen samenstelling)
- ˈdoelgeˌmiddelde (samenstelling, twee leden)
- ˈtussenˌwervelˌschijf (samenstelling met drie leden).

Het is steeds het primaire accent, hier voorafgegaan door het teken /ˈ/, dat telt; het secundaire accent wordt hier voorafgegaan door het teken /ˌ/ en blijft buiten beschouwing.
De klemtoontest gaat niet op voor álle samenstellingen. Met name die waarvan het rechterdeel een bijvoeglijk naamwoord is, onttrekken zich vaak aan deze regel. Dan heeft de samenstelling twee gelijkwaardige klemtonen, of de secundaire klemtoon is bijna even zwaar als de primaire:
- ˈhemelsˈblauw.

## Spelling
Omdat een samenstelling één woord is, wordt zij in het Nederlands in principe aaneengeschreven. Hierop bestaat een aantal uitzonderingen.

### Koppelteken
De delen van een samenstelling worden in een aantal gevallen verbonden met een koppelteken:
Als er anders klinkerbotsing zou optreden
Klinkerbotsing ontstaat vaak als het linkerdeel op een klinker eindigt en het rechterdeel met een klinker begint. Ten onrechte zouden beide klinkers dan als één klank kunnen worden gelezen. Dit geldt tevens voor opeenvolgingen van drie of meer klinkers alsmede voor de combinatie i + j (j is zelf een halfklinker):
- na-apen
- auto-inzittende
- café-interieur
- pastei-eter
- kaki-jas

Als beide delen gelijkwaardig zijn
- een woon-zorgcomplex
- een hotel-restaurant

In meerdelige aardrijkskundige namen
- St.-Job-in-'t-Goor
- Baarle-Nassau

Vóór een hoofdletter
- buiten-Europees

Met cijfer, letter, symbool of initiaalwoord
- 79-jarige
- T-shirt
- $-teken
- AWACS-vliegtuig

Met een aantal bijzondere bepalingen
- niet-drinker
- aspirant-controleur
- leerling-verpleegkundige
- directeur-generaal
- commissie-Dijsselbloem

Als een woord naar zichzelf verwijst
- ik-roman.

### Trema
De delen van een samenstelling worden verbonden met een trema:
als het een voluitgeschreven telwoord betreft
- tweeëntwintig
- driehonderddrieënhalf

### Tussen-n, tussen-en
Zie ook het artikel Tussen-n in de Nederlandse spelling.
Tussen de delen van samenstellingen wordt de tussenklank -n- toegevoegd, als het eerste deel van de samenstelling een zelfstandig naamwoord is dat eindigt op een toonloze /e/ en uitsluitend een meervoud heeft op -en. De tussenklank -en- wordt toegvoegd als het eerste deel een zelfstandig naamwoord niet op een toonloze /e/ eindigt en wel een meervoud heeft op -en heeft.
In de volgende gevallen wordt de -en- of -n- echter toch weggelaten:
- als het eerste deel van de samenstelling verwijst naar een persoon of zaak die in zijn soort uniek is;
- als het eerste deel alleen een versterkende betekenis heeft;
- als de Taalunie het geheel beschouwt als een versteende samenstelling;
- als de Taalunie een van de delen niet (meer) als afzonderlijk herkent.

Als het woord alleen lijkt op een samenstelling, maar er geen is, gelden de regels ook niet.

### Tussen-s
Zie ook het artikel Tussen-s in de Nederlandse spelling.
Tussen de delen van samenstellingen wordt soms een -s- gevoegd. Wanneer deze in de uitspraak te horen is, wordt hij uiteraard geschreven:
- volksontwikkeling.

Er zijn lastiger gevallen, zoals wanneer het rechterdeel zelf al met een -s begint. De officiële Woordenlijst geeft onder meer:
- spellingcommissie
- spelling(s)hervorming (twee correcte vormen)
- spellingsysteem.

De spelling van samenstellingen is veelvuldig voorwerp van discussie, zowel tussen taalkundigen onderling als bij taalgebruikers. De officiële regels (opgesteld door de Taalunie) kunnen veranderen. De regel voor de tussen-n is relatief recentelijk veranderd. Dit kan mensen verwarren die vroeger al de oude regels hebben geleerd.

### Engelse invloed
In het Engels kunnen de samenstellingsleden worden losgeschreven met spatiegebruik (bijv. road accident ‘verkeersongeluk’), door middel van een koppelteken worden verbonden (bijv. paper-shop) of aaneengeschreven (bijv. railroad ‘spoorweg’). Onder invloed van het Engels lijkt een onjuist spatiegebruik ook in het geschreven Nederlands veld te winnen. Deze spatiefout is echter in strijd met de Nederlandse spellingsregels en wordt dan ook spottend de "losschrijfziekte" of "spatitis" genoemd.